# Bonuman
Een bonuman of obiaman is een geestelijk leider binnen een Afro-Surinaamse gemeenschap, die geacht wordt zieken te kunnen genezen door middel van communicatie met de geestenwereld. De bonuman speelt een belangrijke rol in de winti-religie. De persoon in kwestie is bedreven in winti-rituelen, waaronder de wintiprei en het gebruik van voorwerpen met magische betekenis (obia's). De bonuman kan daardoor optreden als ziener (lukuman) en als genezer (dresiman). 
Het begrip 'bonuman' wordt wel eens vertaald als winti-priester, medicijnman, wonderdokter en waarzegger, maar deze termen komen uit de Europese cultuur en dekken de lading niet of minder.